# Dennenlohe (Unterschwaningen)

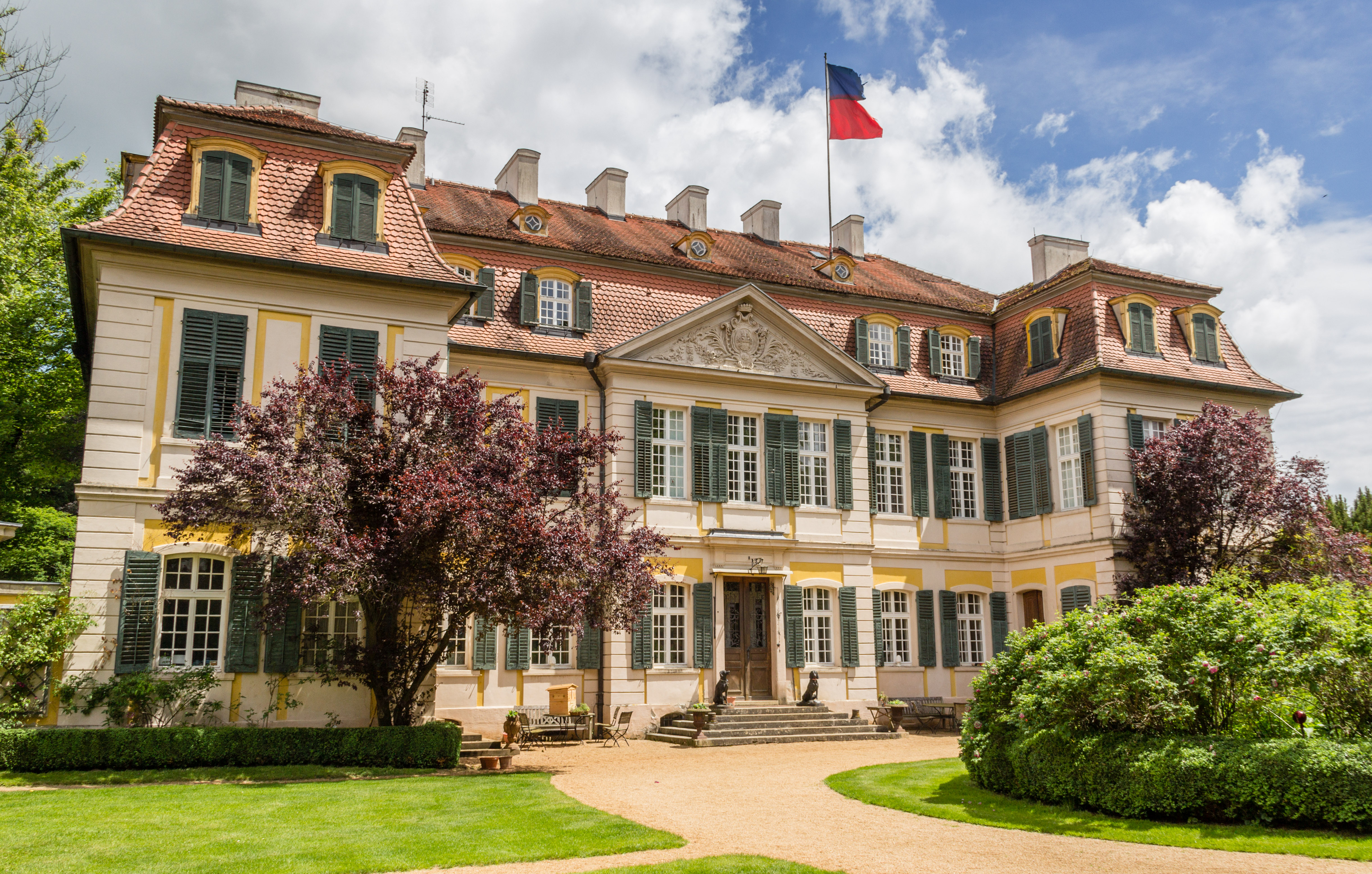
Schloss Dennenlohe

Dennenlohe ist ein Gemeindeteil der Gemeinde Unterschwaningen im Landkreis Ansbach (Mittelfranken, Bayern). Die Gemarkung Dennenlohe hat eine Fläche von 7,180 km². Sie ist in 195 Flurstücke aufgeteilt, die eine durchschnittliche Fläche von 36.819,11 m² haben.

## Geographie
Das Dorf liegt am Rande des Fränkischen Seenlands. Nahe Dennenlohe liegt der Dennenloher See, der zum Baden, Surfen und Campen genutzt wird. In Sichtweite liegt der Hesselberg und der Limes. Der private Dennenloher Schlossweiher wird vom Schlosspark Dennenlohe umgeben.
An Dennenlohe führt die Staatsstraße 2221 vorbei, die nach Unterschwaningen (1,3 km südlich) bzw. nach Fröschau bei Bechhofen führt (8 km nordwestlich). Eine Gemeindeverbindungsstraße führt nach Oberschwaningen zur Kreisstraße AN 47 (1,4 km östlich).

## Geschichte
Der Ort wurde 1337 als „ze dem Taennlin“ erstmals urkundlich erwähnt. Der zugrunde liegende Flurname enthält das mittelhochdeutsche Wort „tann“ (= Tanne) mit Diminutivsuffix „-lîn“ und bedeutet demnach „bei dem Tannenwäldchen“.
Die gräflich Friesische Herrschaft Dennenlohe hatte ihren eigenen Fraischbezirk, den sie vom Fürstentum Ansbach zu Lehen erhalten hatte. Sie übte auch die Dorf- und Gemeindeherrschaft sowie die Grundherrschaft über alle Anwesen aus. Gegen Ende des 18. Jahrhunderts gab es 40 Anwesen (Fabrikbau mit 2 Gebäuden, 1 Mühle, 1 Ziegelhütte, 1 Wirtschaft mit Braurecht, 8 Söldengüter, 1 Söldengut mit Schmiedrecht, 1 Söldengütlein, 8 Häuser, 11 Halbhäuser, 6 Viertelhäuser). Außerdem gab es ein Schloss mit Amtshaus sowie Bauern- und Schafhaus nebst anderen Ökonomiegebäuden, ein Gerichtsdienerhaus, eine Schlosskirche und ein Gemeindehirtenhaus. Von 1797 bis 1808 unterstand der Ort dem Justiz- und Kammeramt Wassertrüdingen.
1806 kam Dennenlohe an das Königreich Bayern. Infolge des Gemeindeedikts wurde es 1809 dem Steuerdistrikt Unterschwaningen zugeordnet. Zugleich entstand die Ruralgemeinde Dennenlohe. Sie war in Verwaltung und Gerichtsbarkeit dem Landgericht Wassertrüdingen zugeordnet und in der Finanzverwaltung dem Rentamt Wassertrüdingen (1919 in Finanzamt Wassertrüdingen umbenannt, 1932–1973 Finanzamt Gunzenhausen, seit 1973 Finanzamt Ansbach). Die Verwaltung übernahm 1862 das neu geschaffene Bezirksamt Dinkelsbühl (1939 in Landkreis Dinkelsbühl umbenannt). Die Gerichtsbarkeit blieb beim Landgericht Wassertrüdingen (1879 in Amtsgericht Wassertrüdingen umbenannt), von 1956 bis 1970 war das Amtsgericht Gunzenhausen zuständig, von 1970 bis 1973 das Amtsgericht Dinkelsbühl, das seit 1973 eine Zweigstelle des Amtsgerichtes Ansbach ist. Die Gemeinde hatte 1964 eine Gebietsfläche von 6,024 km². Am 1. April 1971 wurde Dennenlohe nach Unterschwaningen eingemeindet. Mit der Auflösung des Landkreises Dinkelsbühl im Jahr 1972 kam Dennenlohe an den Landkreis Ansbach.

## Einwohnerentwicklung
| Jahr      | 1818   | 1840   | 1852   | 1855   | 1861   | 1867   | 1871   | 1875   | 1880   | 1885   | 1890   | 1895   | 1900   | 1905   | 1910   | 1919   | 1925   | 1933   | 1939   | 1946   | 1950   | 1952   | 1961   | 1970   | 1987   | 2006   | 2016   |
| Einwohner | 318    | 318    | 260    | 237    | 181    | 164    | 156    | 167    | 196    | 212    | 193    | 184    | 156    | 155    | 175    | 159    | 151    | 131    | 129    | 239    | 227    | 197    | 145    | 126    | 121    | *125   | *107   |
| Häuser    | 54     | 42     |        |        |        |        | 38     |        |        | 41     | 41     |        | 33     |        |        |        | 32     |        |        |        | 32     |        | 31     |        | 32     |        |        |
| Quelle    | [ 17 ] | [ 18 ] | [ 19 ] | [ 19 ] | [ 20 ] | [ 21 ] | [ 22 ] | [ 23 ] | [ 24 ] | [ 25 ] | [ 26 ] | [ 19 ] | [ 27 ] | [ 19 ] | [ 28 ] | [ 19 ] | [ 29 ] | [ 19 ] | [ 19 ] | [ 19 ] | [ 30 ] | [ 19 ] | [ 13 ] | [ 31 ] | [ 32 ] | [ 33 ] | [ 33 ] |

## Baudenkmäler
In Dennenlohe gibt es sechs Baudenkmäler:
- Haus Nr. 01: Schloss Dennenlohe, eine barocke Schlossanlage mit modernerem Schlosspark und Gutshof
- Haus Nr. 10: ehemaliges Försterhaus
- Haus Nr. 12: Wohngebäude
- Haus Nr. 26: Gasthaus mit zwei Scheunen
- Haus Nr. 43: Evangelisch-lutherische Schlosskirche St. Wolfgang

## Bodendenkmäler
In der Gemarkung Dennenlohe gibt es 17 Bodendenkmäler, darunter auch Überreste einer Siedlung und eines Amphitheaters aus der römischen Kaiserzeit.

## Religion
Der Ort ist seit der Reformation evangelisch-lutherisch geprägt und bis heute in die Dreifaltigkeitskirche (Unterschwaningen) gepfarrt. Die Einwohner römisch-katholischer Konfession waren ursprünglich nach Beatae Mariae Virginis (Großlellenfeld) gepfarrt, heute ist die Pfarrei Heilig Geist (Wassertrüdingen) zuständig.
1840 war die Hälfte der Bevölkerung protestantisch, und jeweils ein Viertel katholisch bzw. jüdisch.

## Bilder

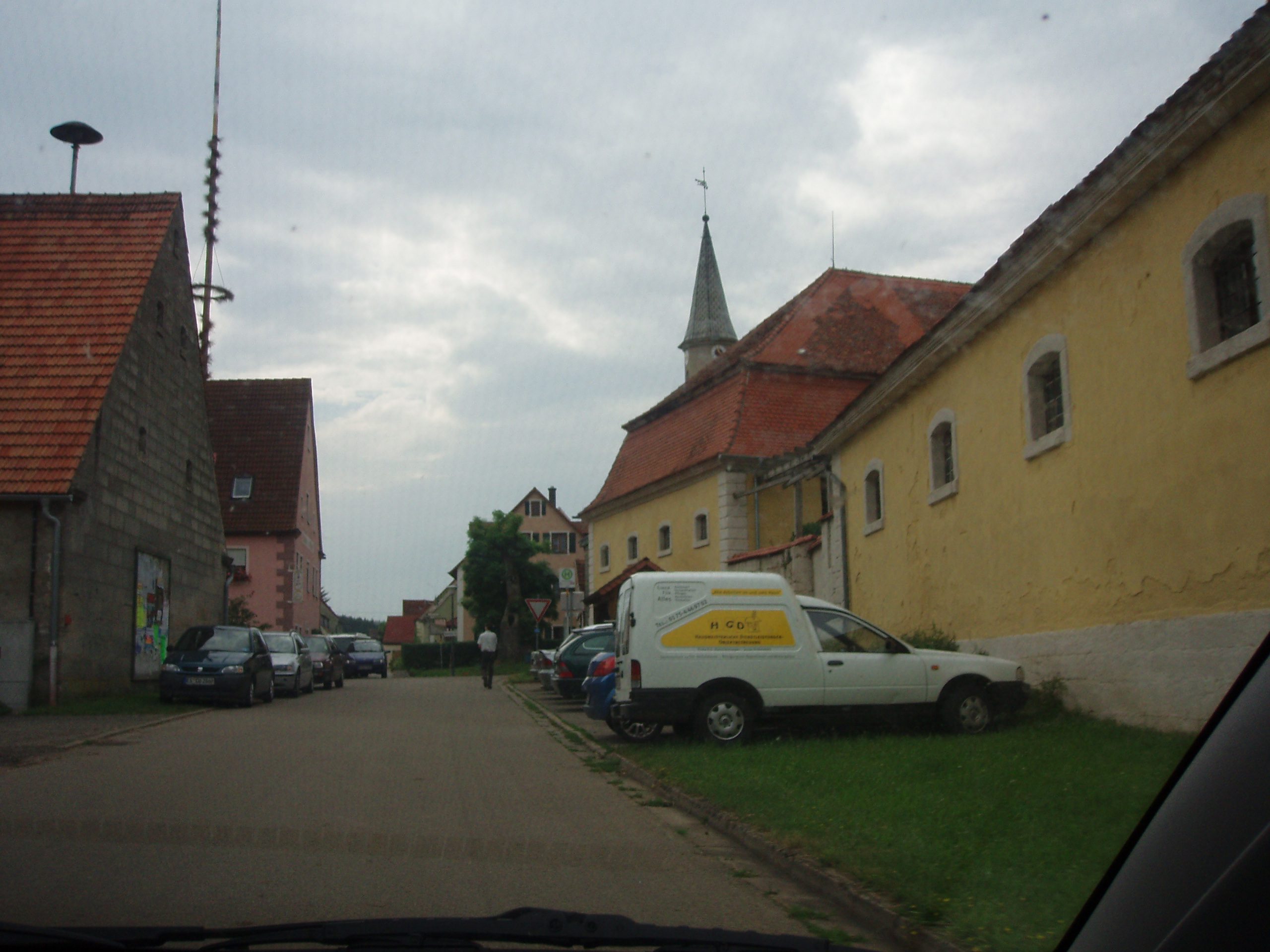
Ortsdurchfahrt Dennenlohe
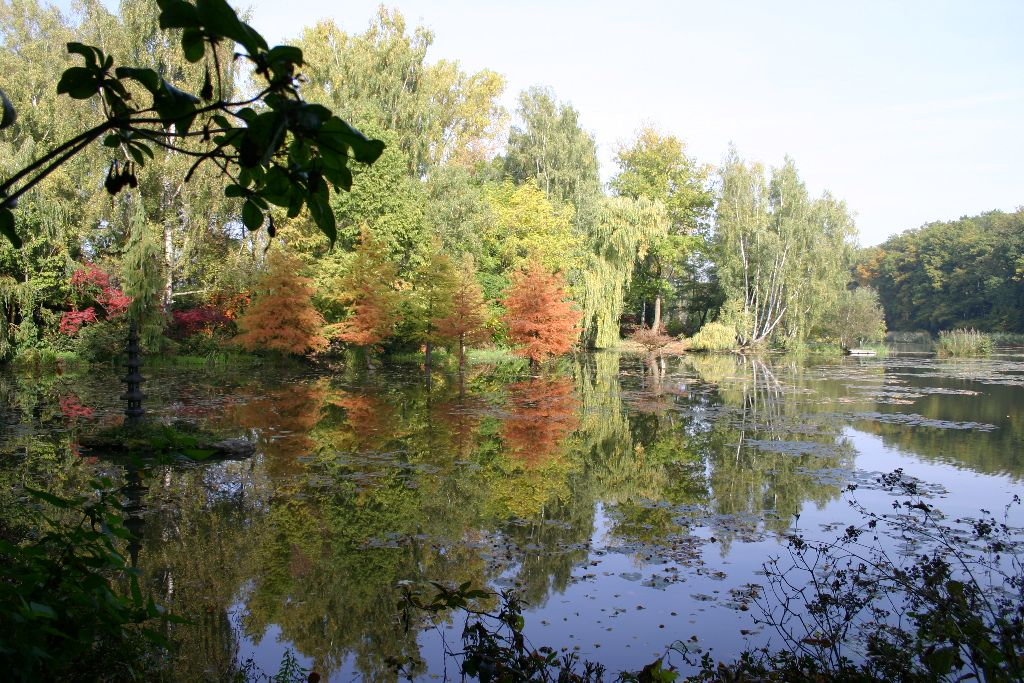
Schlosspark Dennenlohe
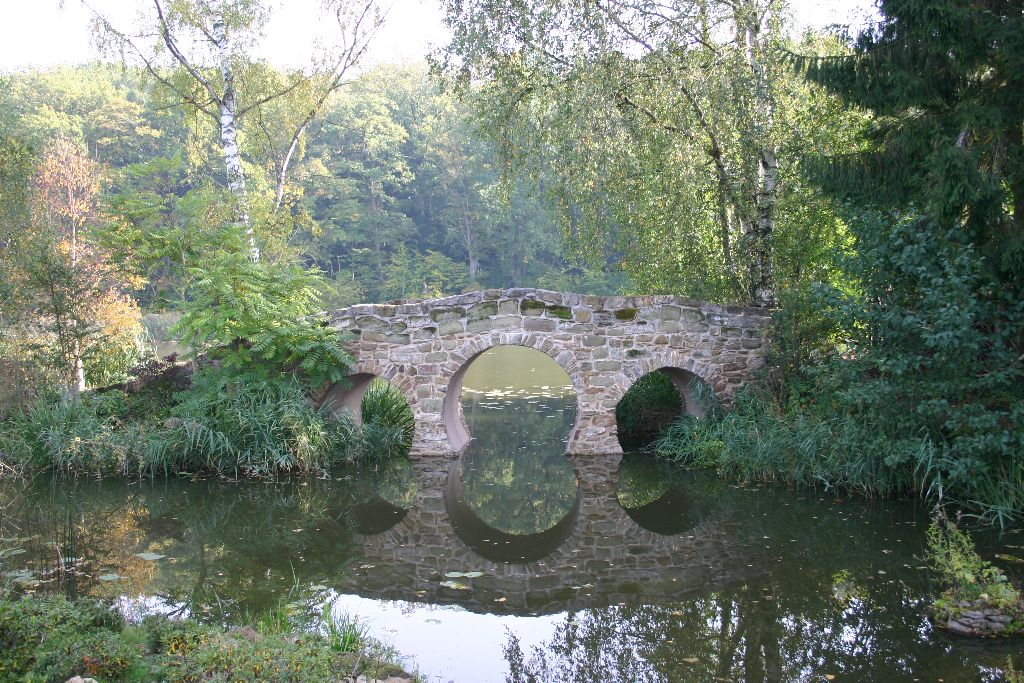
Schlosspark Dennenlohe
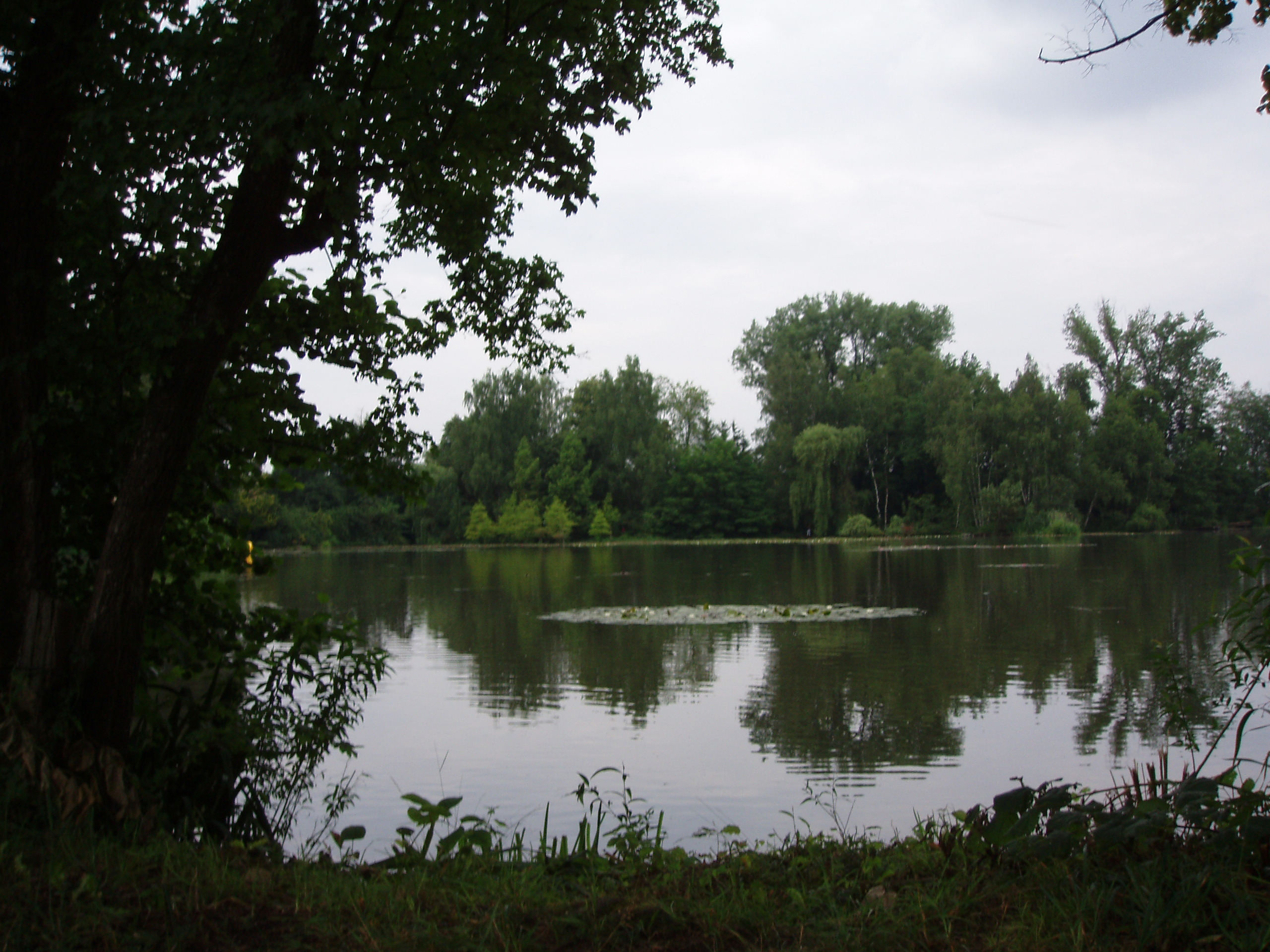
Weiher hinter dem Schloss
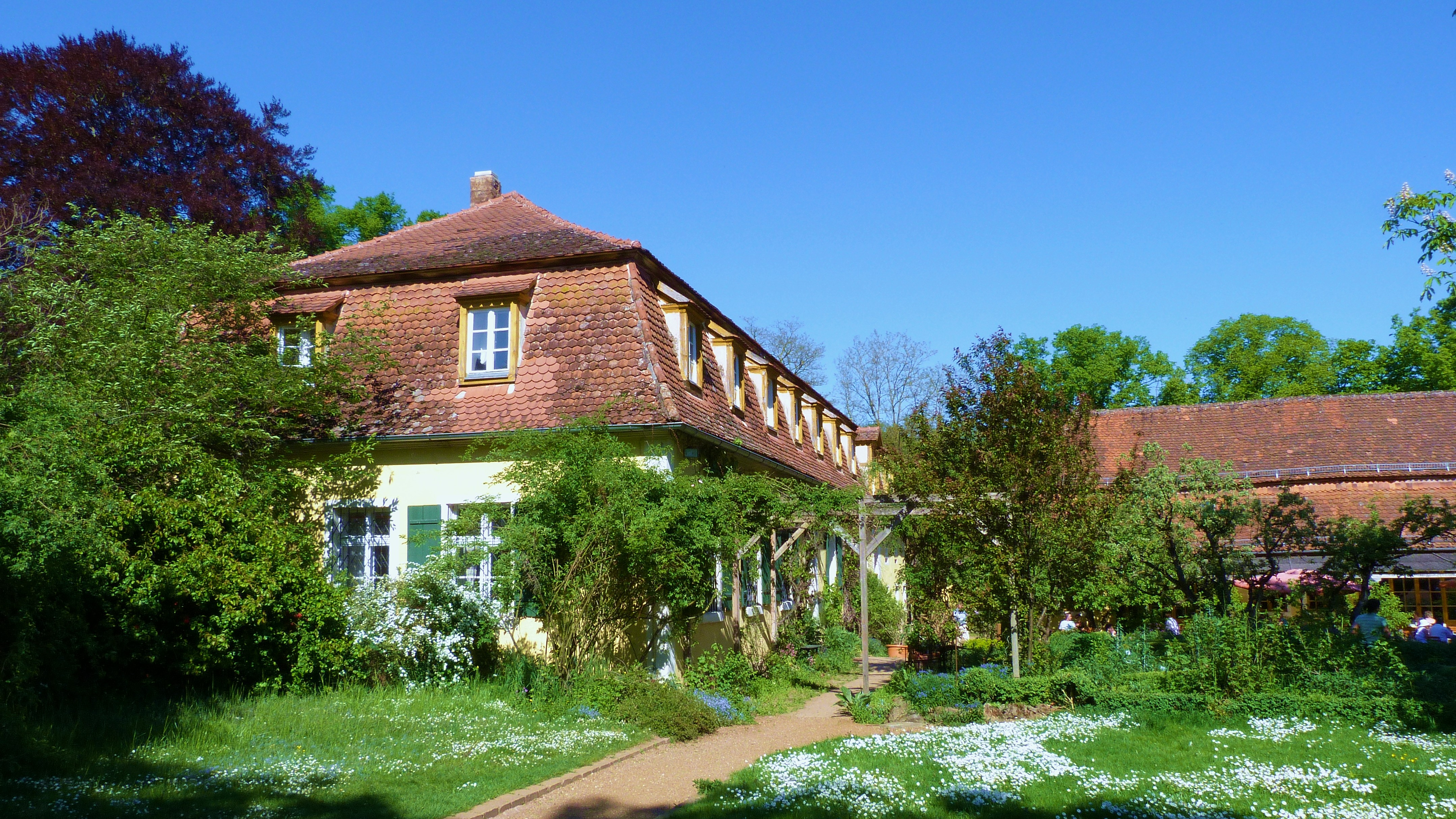
Im Schlosspark

## Persönlichkeiten
- Friedrich Christian Lorenz Schweigger (1743–1802), evangelischer Theologe
- Johann Leonhard Appold (1809–1858), deutscher Kupfer- und Stahlstecher
- Samuel Naumbourg (1817–1880), französischer Kantor und Komponist
- Georg Scherer (1824–1909), Schriftsteller und Herausgeber von Volksliedern